# Catherine-Dominique de Pérignon

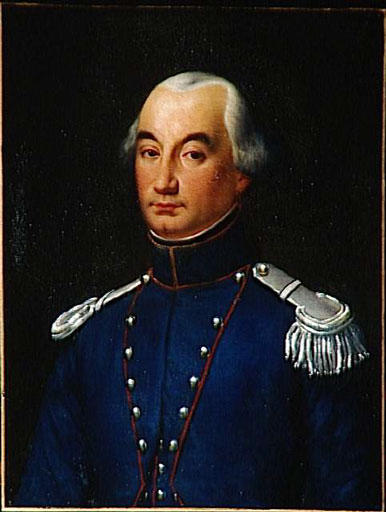
Catherine-Dominique de Pérignon

Catherine-Dominique de Pérignon, markýz Grenady, hrabě císařství, (31. května 1754 Grenade-sur-Garonne, Languedoc – 25. prosince 1818 Paříž) byl francouzský generál a maršál.

## Život
Pérignon pocházel ze staré languedocké šlechty. Jeho otec byl prefektem maršálského soudu (tj. šlechtického) na Saint-Domingue ve francouzských koloniích. V roce 1776 se oženil s Heléne de Grenier. Patřil k té části liberální šlechty, která přijala za své osvícenské myšlenky Francouzské revoluce. V roce 1790 přijal úřad smírčího soudce kantonu Montech a o rok později jej zvolili jako poslance Zákonodárného shromáždění za departementu Haute-Garonne. Za pár měsíců jej ale politika znechutila natolik, že svoji funkci složil a ujal se velení dobrovolnické legie ve Východopyrenejské armádě. V roce 1795 vstoupil opět do politiky a vstoupil do Rady pěti set. Stal se vyslancem ve Španělsku a dojednal smlouvu ze San Ildefonsa. V roce 1801 byl zvolen senátorem. V roce 1804 byl jmenován maršálem a hrabětem Francie. V roce 1805 získal řád Čestné legie. Od 18. září 1806 do 23. července 1808 byl guvernérem Parmského vévodství. Později se pohyboval po Neapolském království a udržoval známost s královským párem (Joachim Murat a Caroline Bonaparte). V roce 1814 se vrátil do Francie, kde podpořil Restauraci Bourbonů a Ludvíka XVIII. Během Sto dní byl mu odebrán maršálský titul. Hlasoval pro trest smrti pro Michela Neye. Byl povýšen na markýze Grenady a na paira. Obdržel řád svatého Ludvíka. Nejvíce se proslavil během revolučních válek.

### Začátek Vojenské kariéry
V roce 1776 byl absolventem nižší důstojnické školy, z níž vyšel jako kadet pluku La Beauce. Teprve po sňatku absolvoval École militaire, z níž byl roku 1780 vyřazen jako podporučík. Vojenský život mu k srdci nepřirostl, po třech letech služby u granátnického pluku Guyenne požádal roku 1783 o propuštění, aby se mohl věnovat správě rodinného majetku.

### Pyrenejská válka

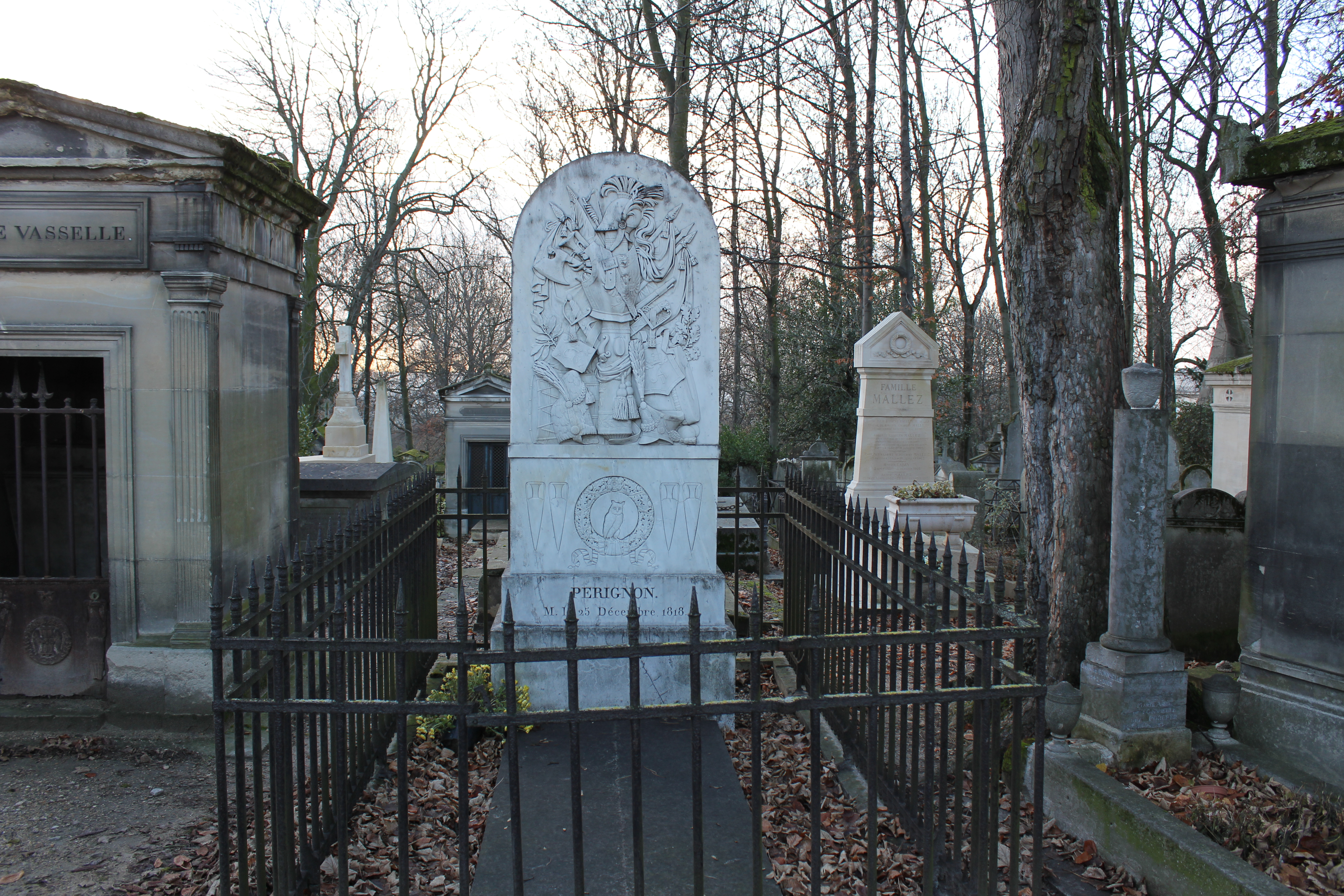
Perignonuv hrob v Pére-Lachaise

V březnu 1793 vypukla v Pyrenejích válka se Španělskem a generál Antonio Ricardos Carrilo de Albornoz tu už v dubnu zahnal slabou francouzskou armádu až k Perpignanu, který začal obléhat. Kdyby Perpignan padl, hrozilo nebezpečí, že se Španělé spojí se vzbouřeneckými městy Marseille, Toulon a dalšími a ovládnou značnou část francouzského jihu. Konvent opět měnil velitele obou armád, Západopyrenejské a Východopyrenejské, na celkové situaci to mnoho nezměnilo. 31. července dobyli Španělé ležení před Perpignanem, pak byli zatlačeni na jih zpět a Francouzi se opevnili u vesničky Banyuls-del-Aspres. V průběhu října a listopadu se tu zuřivě bojovalo a republikánská vojska odolala dvěma velkým útokům, v prosinci ale Ricardos prorazil na hřebeny u Banyuls, dobyl Saint-Elme i Port Vendres a znovu postupoval k severu. Dva dny před Štědrým dnem musela Východopyrenejská armáda celou pozici vyklidit a ustoupit od Le Boulou až k samotnému Perpignanu. Pokud šlo o Západopyrenejskou armádu, ta koncem roku stála v horské pozici u Roncal na španělské straně Pyrenejí. V následujícím roce převelel konvent k Perpignanu generála Dugommiera, vítěze od Toulonu. Jedné z jeho divizí velel Pérignon (divizním generálem jmenovaný nejprve provizorně, leč 23. prosince 1793 byl jmenován divizním generálem stvrzeným i z Paříže a vykonával funkci zástupce velitele Dugommiera). 1. května zahájili Francouzi ofenzívu a v nočním útoku dobyl Pérignon ležení Le Boulou nazpět, díky tomuto útoku byl bezprostřední ohrožení Perpignanu zažehnáno. Toto vítězství představovalo jedno z nejvýznamnějších vítězství tohoto budoucího maršála. V květnu dobyl Dugommier Collioure i Port-Vendres a přiblížil se k hranici Katalánska. Západopyrenejská armáda, která přes zimu ustoupila na francouzskou stranu, zatím zastavila španělskou ofenzívu u Montesquiou a začala se znovu drát vpřed. Pérignon velel středu Východopyrenejské armády, která zahajovala v noci ze 17. na 18. listopad ofenzívu na horské dělostřelecké pozice nazývané Francouzi Montagne Noire (blízko Pont de Molins na španělské straně hranice). Tohoto boje se účastnil i budoucí maršál Charles Pierre François Augereau, který si počínal velice úspěšně. „Republikáni útočili na bodák s neobvyklou zuřivostí a postupovali děsivě rychle. Španělé se dávali na útěk a emigrantské jednotky po jejich boku musely udělat se vším dělostřelectvem na svazích Magdelaine totéž, aby se neocitly v obklíčení. Augerau prohluboval vítězství a zmocnil se všech baterií na pravém břehu Mugy až po Escaulas,“ naznačila tento úspěch France Millitaire. Pérignonovi, Sauretovi a Victorovi se tak dobře nevedlo a další den se pokusili o nový nápor, kde opět exceloval Augerau. Naneštěstí byl toho dne Dugommier na obhlídce Sauretovi divize zasažen výbuchem španělského granátu, který byl smrtelný. Stihl jen nařídit: „Chovejte se tak, abyste mou smrt před vojáky utajili. Když zvítězí, bude to útěcha mých posledních chvil.“ Zástupci lidu pověřili dočasným velením Pérignona, který si už zpočátku počínal s přehledem. Nejprve nechal podpořit Saureta a když viděl, že situace se na této straně stabilizovala, vyrazil posílit úspěšného Augeraua v postupu od jedné reduty ke druhé. Španělům nakonec nezbylo nic jiného než ustoupit až pod ochranu svých děl ve Figueras. V tomto prostoru, u reduty Santa Maria del Roure, pak byl pro změnu 20. listopadu zabit hrabě de la Únion, když vedl útok. Dne 27. listopadu dobyli Francouzi mohutnou pevnost Figueras a měli otevřenou cestu do Katalánska. Pérignon nebyl v současné funkci potvrzen, takže se pouštěl jen do akcí u kterých se nedalo pochybovat o úspěchu. V květnu předal velení Východopyrenejské armády generálu Schererovi, v červnu odmítl velení Západní armády (kterou pak dostal Lazare Hoche) a stal se politikem. Zaujal místo v Radě pěti set a odjel do Španělska, které uzavřelo s Francií mír. Jako francouzský vyslanec pak v Madridu dojednával obranně-útočnou španělsko-francouzskou smlouvu ze San Ildefonsa. V roce 1798 odešel do výslužby.

### Druhé italské tažení
Pérignon velel levém křídlu francouzských vojsk v bitvě u Novi po padlém generálu Joubertovi. V roce 1798 odešel do výslužby, avšak když vypukla druhá koaliční válka, byl aktivován a poslán do Itálie. U Novi bojoval houževnatě a ústup ke vsi Pasturana zahájil spořádaně, jenže ve vsi se dostal do tak těžké palby, že se jeho jednotky doslova rozprchly a on sám tu padl do ruského zajetí a po propuštění v roce 1800 se do aktivní služby již nevrátil. Generál de Grouchy se v Pasturaně pokusil v nejtěžší chvíli a nejtěžším zmatku o obranu. Osobně tu velel se šavlí v ruce a mnoho Pérignonových vojáků mu vděčilo za život.

## Hodnocení
Vyžadoval kázeň, disciplínu a přesné plnění rozkazů, neuměl však vojáky zapalovat a chybělo mu vystupování generálů z lidu. K podřízeným se choval vždy s noblesou, skrze již dával nenuceně najevo, že si jich váží. Byl to vysoký, přísný a přitom otcovský velitel s kamennou tváří, neotesanými rysy a trudnomyslným výrazem v očích, který se choval vždy jako aristokrat, jímž byl. Nekradl, neobohacoval se, nebažil po majetku, nic však neponechával náhodě a nedostatky, jichž si byl nejspíše vědom, nahrazoval pečlivou přípravou akcí od průzkumu přes zásobování až k vlastnímu boji.

## Rodina
V roce 1776 si vzal si za ženu Heléne de Grenier. Neměl žádné potomky.